# Fortino (Casaletto Spartano)
Fortino è una frazione del comune campano di Casaletto Spartano, in provincia di Salerno. Una porzione minore dell'abitato ricade nel comune lucano di Lagonegro, in provincia di Potenza, rappresentando quindi un rarissimo caso di frazione divisa fra due amministrazioni regionali.

## Storia
Il piccolo borgo, tradizionalmente rurale, figura durante il Risorgimento perché qui vi fecero sosta prima Carlo Pisacane nel 1857, durante la Spedizione di Sapri, poi nel 1860 Giuseppe Garibaldi, durante la Spedizione dei Mille; come ricordato da una lapide apposta nel 1923.

## Geografia
Fortino sorge in una piccola vallata a 783 m, tra i monti Buviero (932 m) e Cervaro (1170 m), in un'area montuosa vicina all'Appennino lucano. È un paese d'entroterra sito fra il Cilento meridionale e la Valle del Noce, sorgendo proprio al confine tra Campania e Basilicata. Il piccolo abitato conta 81 abitanti dal lato campano e 39 da quello lucano, e la linea di confine amministrativo corre grossomodo lungo l'arteria stradale principale che lo attraversa nel mezzo, la SS19.
Il paese dista 8 km da Lagonegro, 10 da Casalbuono, 13 da Battaglia, 14 da Casaletto Spartano, 16 da Rivello e da Tortorella, e circa una trentina dalla costa (30 da Sapri e 34 da Maratea). Fra le piccole contrade rurali più vicine vi sono, dal lato lagonegrense, Cervaro (o Cerbaro) e Pennarone; mentre dal lato casalettano vi sono Mariolomeo, Castello, Varco delle Chiappe, Castagna Grossa e Vallennora.

## Cultura
L'evento principale è "Fortino in Festa", sagra annuale che si tiene ogni terza settimana d'agosto, ed include una mostra dei prodotti gastronomici della civiltà contadina montanara.

## Infrastrutture e trasporti
La frazione è attraversata dalla Strada statale 19 delle Calabrie (SS 19), da cui si dirama la Strada provinciale 349 (SP 349) Battaglia-Fortino.
La stazione ferroviaria più vicina, Casaletto Spartano-Battaglia, sulla linea Sicignano-Lagonegro; dista 3 km ed è sita nella frazione lagonegrense di Pennarone. Dal 1987 è chiusa all'esercizio, assieme all'intera linea, e servita da autoservizi sostitutivi che fermano anche nella stessa Fortino.